# GM Medium Gasoline Engine
Il nome GM Medium Gasoline Engine identifica una famiglia di motori a scoppio prodotti a partire dalla fine del 2012 dalla casa automobilistica tedesca Opel, sussidiaria del gruppo General Motors fino al 2017 e dallo stesso anno in poi di proprietà del gruppo PSA.

## Storia e caratteristiche

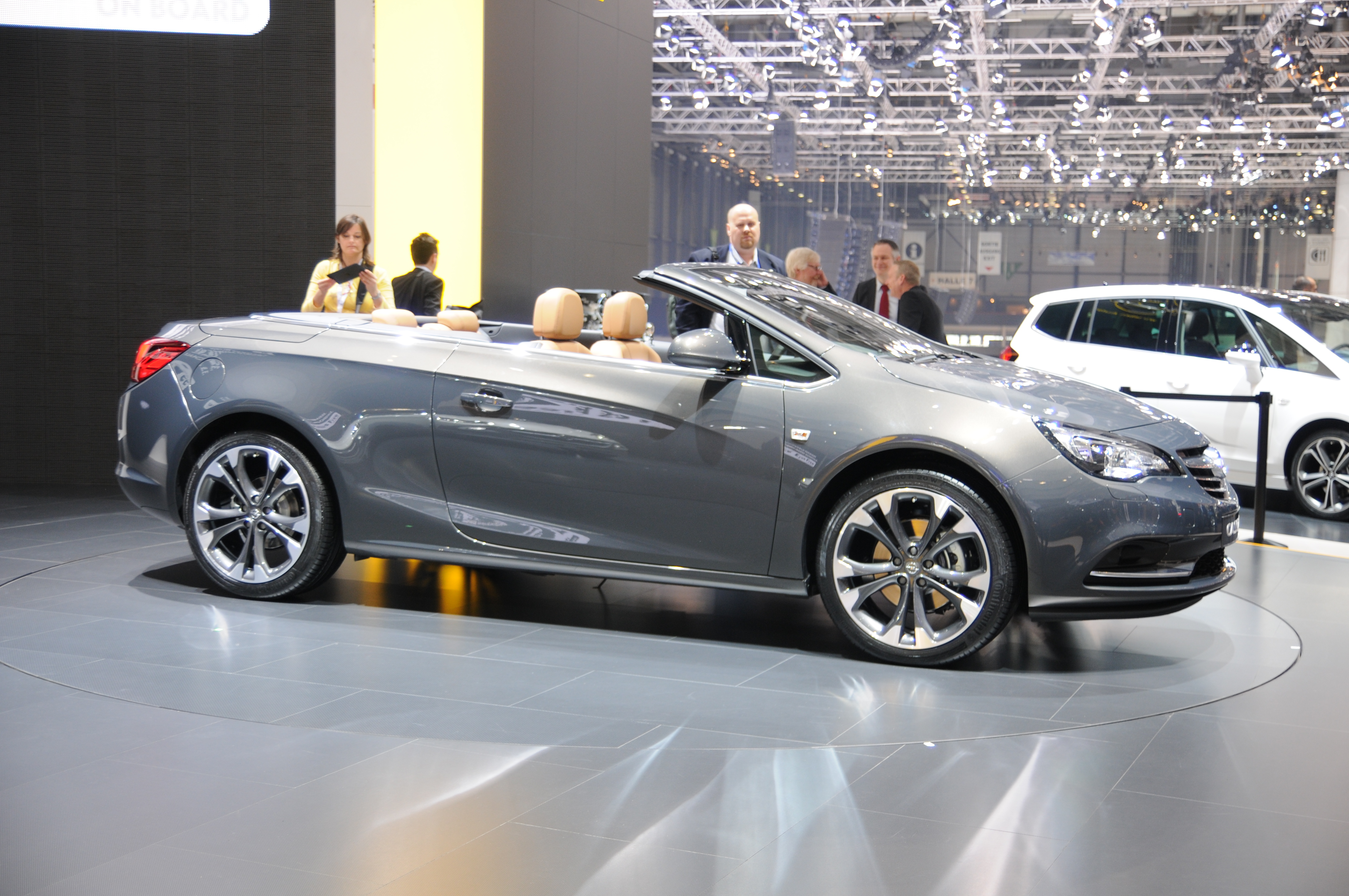
Il motore SIDI ha esordito sotto il cofano della Opel Cascada

Si tratta di un motore di media cilindrata la cui produzione è stata avviata alla fine del 2012 nello stabilimento GM di Szentgotthárd, in Ungheria. Questo motore fa parte di un più vasto gruppo di motori che include anche la famiglia di motori SGE introdotta nel 2014. Queste due famiglie di motori sono accomunate dal fatto di annoverare fra le loro caratteristiche la tecnologia SIDI (Spark Ignition Direct Injection), per cui tutti i motori facenti parte di entrambe le famiglie sono noti anche come motori SIDI. Le caratteristiche salienti del motore MGE sono:
- architettura a 4 cilindri in linea;
- monoblocco in ghisa;
- testata in lega di alluminio;
- basamento in lega di alluminio;
- distribuzione a doppio asse a camme in testa mosso da catena;
- testata a 4 valvole per cilindro;
- fasatura variabile continua su aspirazione e scarico;
- alimentazione a iniezione diretta con carica stratificata e iniettori posizionati al centro delle camere di scoppio;
- sovralimentazione mediante turbocompressore;
- pistoni con mantello a basso attrito ottenuto mediante deposizione fisica da vapore;
- albero a gomiti in acciaio forgiato su 5 supporti di banco;
- riduzione delle vibrazioni mediante due contralberi di equilibratura. Questo motore si avvale inoltre dell'apporto del dispositivo Sistema start e stop, che riduce emissioni e consumi.

Rispetto al 1.6 turbo da 180 CV che va a sostituire, il motore 1.6 SIDI è accreditato di una riduzione dei valori di CO2 di circa il 13%, e va a soddisfare la normativa antinquinamento Euro VI.
Questo motore ha debuttato nella primavera del 2013 sotto il cofano della Opel Cascada 1.6 SIDI (dal 03/2013)nella variante da 170 CV, leggermente meno potente, ma con una migliore erogazione di coppia motrice.
Nella seconda metà del 2013 il 1.6 Turbo viene proposto anche in una seconda variante, la cui potenza raggiunge i 200 CV: tale motore trova applicazione sotto il cofano di modelli di fascia media.

## Applicazioni e versioni
Di seguito vengono riepilogate le caratteristiche e le applicazioni dei motori SIDI:
| Variante      | Alesaggio x corsa (mm) | Cilindrata (cm³) | Rapporto di compressione | Potenza CV/rpm | Coppia Nm/rpm  | Applicazioni                                | Anni di produzione |
| ------------- | ---------------------- | ---------------- | ------------------------ | -------------- | -------------- | ------------------------------------------- | ------------------ |
| D16SHJ        | 79 x 81,5              | 1598             | 10,5                     | 136/ 4000-6000 | 240/ 1650-3500 | Opel Zafira Tourer 1.6 DI Turbo 136 CV      | 05/2018-06/2019    |
| A16XHT B16XHT | 79 x 81,5              | 1598             | 10,5                     | 170/4250       | 260/ 1650-4250 | Opel Cascada 1.6 SIDI                       | 03/2013-04/2018    |
| A16XHT B16XHT | 79 x 81,5              | 1598             | 10,5                     | 170/4250       | 260/ 1650-4250 | Opel Astra J 1.6 SIDI 170CV                 | 09/2013-08/2015    |
| A16XHT B16XHT | 79 x 81,5              | 1598             | 10,5                     | 170/4250       | 260/ 1650-4250 | Opel Insignia 1.6 SIDI (sia berlina che SW) | 06/2013-04/2017    |
| A16XHT B16XHT | 79 x 81,5              | 1598             | 10,5                     | 170/4250       | 260/ 1650-4250 | Opel Astra J GTC 1.6 SIDI 170CV             | 10/2013-05/2018    |
| A16XHT B16XHT | 79 x 81,5              | 1598             | 10,5                     | 170/4250       | 260/ 1650-4250 | Opel Zafira Tourer 1.6 SIDI 170CV           | 12/2012-05/2018    |
| D16SHL        | 79 x 81,5              | 1598             | 10,5                     | 170/ 4750-6000 | 280/ 1650-4000 | Opel Cascada 1.6 DI Turbo 170CV             | 04/2018-06/2019    |
| D16SHL        | 79 x 81,5              | 1598             | 10,5                     | 170/ 4750-6000 | 280/ 1650-4000 | Opel Zafira Tourer 1.6 DI Turbo 170CV       | dal 05/2018        |
| A16SHT B16SHT | 79 x 81,5              | 1598             | 9,5                      | 200/ 4700-5500 | 280/ 1650-4500 | Opel Insignia B 1.6 Turbo                   | dal 06/2018        |
| A16SHT B16SHT | 79 x 81,5              | 1598             | 9,5                      | 200/ 4700-5500 | 300/ 1700-4700 | Opel Astra J 1.6 SIDI 200 CV                | 12/2013-05/2018    |
| A16SHT B16SHT | 79 x 81,5              | 1598             | 9,5                      | 200/ 4700-5500 | 300/ 1700-4700 | Opel Cascada 1.6 SIDI 200CV                 | 11/2013-05/2018    |
| A16SHT B16SHT | 79 x 81,5              | 1598             | 9,5                      | 200/ 4700-5500 | 300/ 1700-4700 | Opel Zafira Tourer 1.6 SIDI 200CV           | 07/2013-05/2018    |
| A16SHT B16SHT | 79 x 81,5              | 1598             | 9,5                      | 200/ 4700-5500 | 300/ 1700-4700 | Opel Astra K 1.6 Turbo                      | 10/2015-06/2018    |
| D16SHT        | 79 x 81,5              | 1598             | 9,5                      | 200/5500       | 300/1650-4500  | Opel Astra K 1.6 Turbo                      | 06/2018-05/2019    |